# Einar Dessau
Einar Dessau (født 17. juli 1892 i Hellerup, død 8. august 1988) var direktør for bryggeriet Tuborg og Danmarks første radioamatør, der sammen med Ernst Nyrop indfangede en transmission den 18. marts 1909 via en selvbygget radio. Radioprogrammet, som de to drenge fangede, var Strauss-operetten Karneval i Venedig.
Einar Dessau var søn af Tuborg-direktøren Benny Dessau og Paula Dessau, født Heyman. Han blev student fra Metropolitanskolen 1910, cand.polyt. 1916 og var i USA som civilingeniør i en tid, ansat som ingeniør i firmaet Melchior, Armstrong & Dessau, New
York, s.å.; Secretary-Treasurer i The Hudson Sheet and Tinplate Company, N.Y. og Marietta, Ohio, 1918; egen eksportforretning i New York 1919. Ved hjemkomsten indtrådte han i bestyrelsen for De forenede Bryggerier og forblev medlem indtil 1963.
Under Danmarks besættelse var han en kort tid interneret i Horserødlejren og flygtede i november 1943 til Sverige, hvor han var medlem af Den Danske Brigades pressestab.
Han blev medlem af en mængde bestyrelser for forskellige virksomheder og foreninger, hvoraf flere var udtryk for hans fritidsinteresser, der strakte sig vidt. Han var en pioner for dansk flyvning og sad i bestyrelsen for Det Kongelige Danske Aeronautiske Selskab i tiden fra 1943-1963, 1943-51 og 1952-63 som næstformand, æresmedlem 1969, ligesom han fra 1946 var formand for Dansk Svæveflyver Union. Han indgik i bestyrelsen, da Dansk Smalfilmklub blev stiftet i 1940 og blev tildelt Federation Aéronautique Internationale Tissandier-diplom 1958 og Kgl. Dansk Aeroklubs guldmedalje 1959.
Han var medlem af komitéen (næstformand og kasserer) for Det danske studenterhus i Paris; vicepræsident i Danmarks Naturvidenskabelige Samfund 1938; æresmedlem af Københavns Radioklub og 1962 af Dansk Lytter- og Fjernseerforening; medlem af bestyrelsen for Selskabet for Danmarks Tekniske Museum fra 1948; medlem af Københavns Rotaryklub, af The Adventurers' Club of Denmark; medlem af New York Academy of Sciences; overordentlig medlem af Californiens og Øst-Canada garderforeninger.
Han var æresmedlem af Københavns Radioklub, Københavns Båndamatør Klub og Dansk Lytter- og Fjernseerforening. I 1966 blev han tildelt Håndværksrådets Hæderstegn i guld. Han var Ridder af Dannebrog af 1. grad.
Han var også medlem af bestyrelsen for Tuborgfondet 1931-69 og for direktør Benny Dessaus Mindelegat; formand i bestyrelsen for Tuborgs Bryggeriers børnedaghjem 1948-63; medlem af bestyrelsen for A/S Krystalisværket til 1965 og for A/S Nordisk Kulsyrefabrik til 1966; formand i bestyrelsen for A/S Nordisk Sænksmede-Industri til 1973 (oprindelig Kbhs Hesteskofabrik); medlem af Bryggeriforeningens bestyrelse 1921-63; formand i bestyrelsen for Mineralvandsfabrikanternes Forening, for Danske Mineralvandsfabrikanters Fællesforening 1946-63 og for Dansk Ingeniørforenings Selskab for Industriel Udvikling 1942-43; medlem af repræsentantskab og hovedbestyrelse for Dansk Ingeniørforening til 1941, af bestyrelsen og repræsentantskabet for Dansk Reklame-Forening til 1950; ledende senior i Studenterforeningen 1949-50; medlem af Industriforeningens repræsentantskab til 1949, af bestyrelsen og repræsentantskabet for Køleteknisk Forskningsinstitut til 1962, af bestyrelsen for Danmarks amerikanske Selskab (Danmark-Amerika Fondet) til 1968 og af bestyrelsen for Dansk Belgisk Selskab.

Han var gift med Joe Dessau, født Holtermann (1902-1979). Einar Dessau og hustru er begravet på Hellerup Kirkegård.